# Michael Gira
Pour les articles homonymes, voir Gira.
Michael Rolfe Gira est un chanteur, musicien multi-instrumentaliste, auteur et artiste américain né le 19 février 1954 à Los Angeles.

## Biographie
Fondateur - avec Jarboe - des Swans, groupe de rock expérimental actif dans les années 80 avant d'être dissout au mitan des années 90 ; il a par la suite fondé le groupe Angels of Light tout en poursuivant une carrière solo. Il réactive les Swans en 2010, sans Jarboe. Il est également à l'origine du label indépendant Young God Records qui a notamment produit les groupes U.S. Maple (USA), Ulan Bator (France) et Larsen (Italie), Devendra Banhart, Akron Family.

## Discographie

### En qualité d'artiste solo
- Drainland (1995 / Sub Rosa)
- The somniloquist (2000 / Young God Records)
- Solo Recordings at Home (2001 / Young God Records)
- Living '02 (2002 / Young God Records)
- I'm singing to you from my room (2004 / Young God Records)
- Songs For A Dog (2006 / Lumberton Trading Company)
- I Am Not Insane (2010 / Young God Records)

### En collaboration
- What we did (2002 / Young God Records) - enregistré en compagnie de Dave Matz, membre de Windsor for the derby
- Gantse Mishpuchach - Music in 3 parts (2004 / Fringes Recordings) enregistré en compagnie de David Coulter, Jean Marie Mathoul et Charlemagne Palestine